# Poètes de brousse
Poètes de brousse est une maison d'édition montréalaise consacrée à la poésie, à l'essai et à la prose, fondée par Jean-François Poupart et Kim Doré en 2004. La maison débute sous la forme d’une collection des Éditions des Intouchables en 1997, avant que les deux éditeurs en fassent une maison d’édition à part entière en 2004, ayant pour mission « de faire rayonner des voix nouvelles en poésie contemporaine québécoise. »
En 2009, la collection « Essai libre » est mise sur pied pour regrouper des textes proposant des critiques intuitives et des réflexions menées à l’extérieur du cadre universitaire. En 2019, la collection « Prose » est créée pour regrouper des textes de fiction. C’est Myriam Vincent qui en devient l’éditrice.
La maison est dirigée par Kim Doré et Myriam Vincent.

## Autrices et auteurs publiés
- Serge Agnessan
- Astrid Aprahamian
- Salomé Assor
- Clara B.-Turcotte
- Normand Baillargeon
- Claudie Bellemare
- Alexandre Belliard
- Frans Ben Callado
- Jean-Philippe Bergeron
- Réjean Bergeron
- Philippe Bernier Arcand
- Sophie Bienvenu
- Geneviève Blais
- Maxime Catellier
- Paul Chamberland
- Amélie Châteauneuf
- Annick Chauvette
- Emmauel Cocke
- Daria Colonna
- Sonia Cotten
- Véronique Cyr
- Jean-Paul Daoust
- Jean-Sébastien Denis
- Jean-Marc Desgent
- Kim Doré
- Alycia Dufour
- Ralph Elawani
- Martin Forgues
- Éric Gougeon
- Alizée Goulet
- Michael Gouveia
- Marie-Élaine Guay
- François Guerrette
- Catherine Harton
- René-Philippe Hénault
- Frédéric Julien
- Abdel B. Khelifa
- Gabriel Kunst
- Simon-Pier Labelle-Hogue
- Roseline Lambert
- Camille Lapierre-St-Michel
- Olyvier Leroux-Picard
- Caroline Louisseize
- Philippe More
- Pascale Perreault
- Dominic Perreault
- Danny Plourde
- Jean-François Poupart
- Nana Quinn
- Danny Rhainds
- Nada Sattouf
- Emmanuel Simard
- Réjean Thomas
- Émilie Turmel
- Laurence Veilleux
- Myriam Vincent
- Mathew K. Williamson
- Thomas Windisch
- Colette Zouvi